# گریگوری پویریر
گریگوری پویریر (انگلیسی: Grégory Poirier؛ زادهٔ ۹ ژوئیهٔ ۱۹۸۲) بازیکن فوتبال اهل فرانسه است.
از باشگاه‌هایی که در آن بازی کرده‌است می‌توان به باشگاه فوتبال نیم المپیک و باشگاه ورزشی آمیان اشاره کرد.